# زنده بمان (ترانه)
«زنده بمان» (انگلیسی: Stay Alive) ترانه‌ای از خواننده اهل کره جنوبی جونگ‌کوک از گروه بی‌تی‌اس به عنوان ساندترک اصلی 7Fates:Chakho، وب‌تونی ساخته‌شده با همکاری هایب کورپوریشن و ناور وب‌تون است. این ترانه در ۱۱ فوریه ۲۰۲۲ توسط بیگ هیت میوزیک منتشر شد.